# 大高本線料金所
大高本線料金所（おおだかほんせんりょうきんじょ）とは、愛知県大府市にある知多半島道路の本線料金所である。

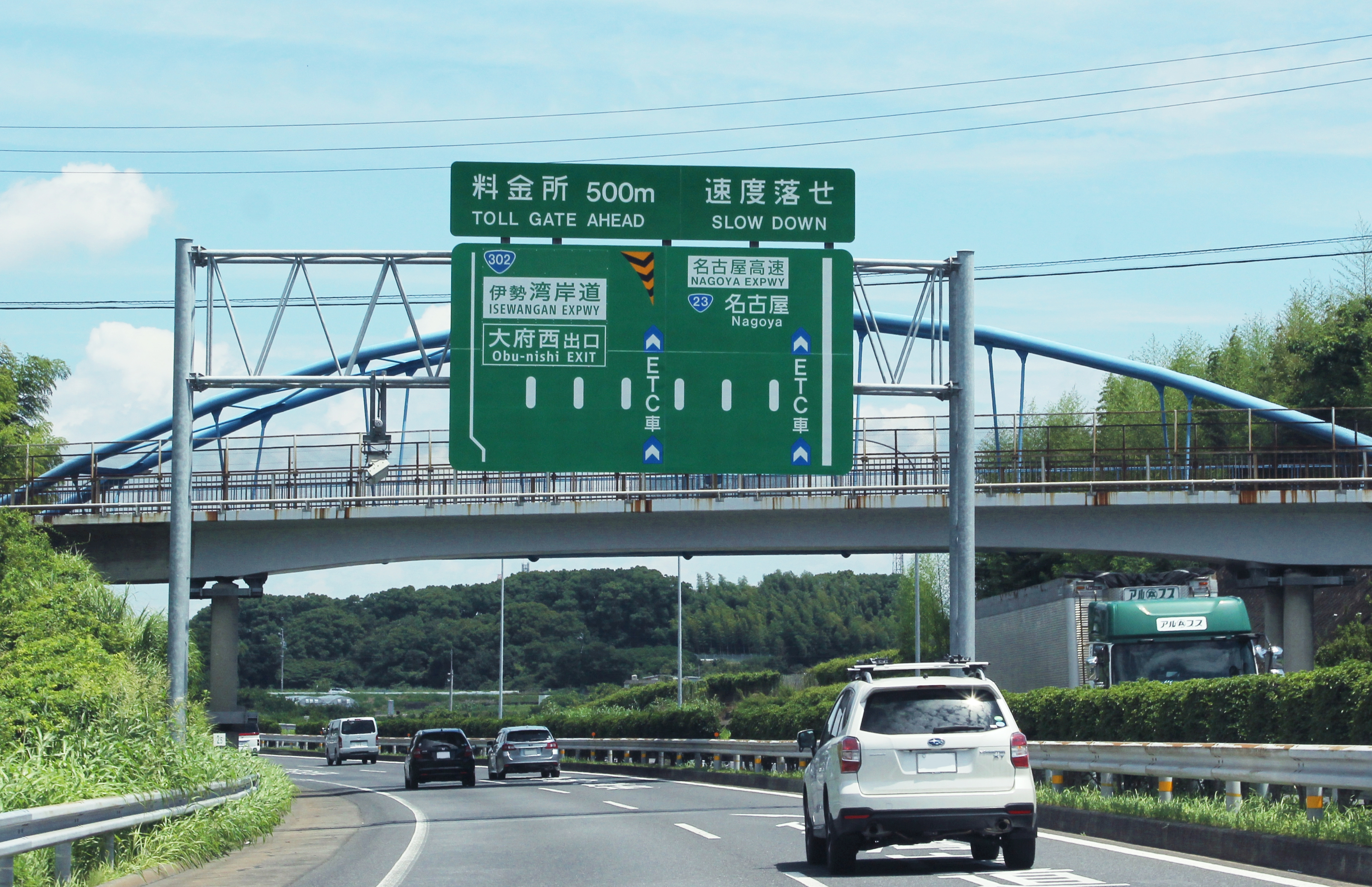
大高方面本線の料金所手前の案内標識。次の大府西ICと絡めた注意を促す。

## 料金所
ブース数：15

### 半田中央・中部空港・豊丘方面
- ブース数：6
  - ETC専用：3
  - 一般：3

### 大高・名古屋高速都心環状方面
- ブース数：9
  - ETC専用：3
  - 一般：6

## 隣
E87 知多半島道路
大府西IC - 大高TB - 大府PA - 大府東海IC